# Lista de aves de Nauru
As aves de Nauru estão representadas por 27 espécies, das quais uma é endémica, a Acrocephalus rehsei. Estas 27 espécies estão repartidas por doze famílias.
A lista abaixo não pode ser exaustiva pois passam em Nauru outras espécies de aves migratórias do Pacífico.

## Lista
| Família        | Nome binomial            | Nome comum              | Nome em nauruano | Estatuto    | Estatuto de conservação |
| -------------- | ------------------------ | ----------------------- | ---------------- | ----------- | ----------------------- |
| Procellariidae | Puffinus lherminieri     | Pardela-de-asa-larga    |                  |             | Não ameaçado            |
| Fregatidae     | Fregata minor            | Fragata-do-pacífico     | itsi             |             | Não ameaçado            |
| Phaethontidae  | Phaethon lepturus        |                         | dedage           |             | Não ameaçado            |
| Phaethontidae  | Phaethon rubricauda      |                         | dedage           |             | Não ameaçado            |
| Sulidae        | Sula leucogaster         | Atobá                   |                  |             | Não ameaçado            |
| Ardeidae       | Egretta sacra            |                         | gogora           |             | Não ameaçado            |
| Charadriidae   | Charadrius leschenaultii |                         |                  |             | Não ameaçado            |
| Charadriidae   | Charadrius mongolus      |                         |                  |             | Não ameaçado            |
| Charadriidae   | Pluvialis fulva          |                         | iwyiyi           |             | Não ameaçado            |
| Charadriidae   | Pluvialis squatarola     |                         |                  |             | Não ameaçado            |
| Scolopacidae   | Arenaria interpres       |                         | dugudubwa        |             | Não ameaçado            |
| Scolopacidae   | Calidris acuminata       |                         |                  |             | Não ameaçado            |
| Scolopacidae   | Tringa brevipes          |                         |                  |             | Não ameaçado            |
| Scolopacidae   | Tringa incana            |                         |                  |             | Não ameaçado            |
| Scolopacidae   | Limosa lapponica         |                         |                  |             | Não ameaçado            |
| Scolopacidae   | Numenius phaeopus        |                         | kiwoiy           |             | Não ameaçado            |
| Scolopacidae   | Numenius tahitiensis     |                         |                  |             | Vulnerável              |
| Laridae        | Anous minutus            |                         | darar            |             | Não ameaçado            |
| Laridae        | Anous stolidus           |                         | doquae           |             | Não ameaçado            |
| Laridae        | Gygis alba               |                         | dagigia          |             | Não ameaçado            |
| Laridae        | Sterna fuscata           | Andorinha-do-mar-escura |                  |             | Não ameaçado            |
| Laridae        | Sterna sumatrana         |                         |                  |             | Não ameaçado            |
| Columbidae     | Ducula oceanica          |                         | tope             | Nidificante | Quase ameaçado          |
| Cuculidae      | Eudynamys taitensis      | Cuco-da-nova-zelândia   | derikui          |             | Não ameaçado            |
| Alcedinidae    | Todirhamphus chloris     |                         |                  |             | Não ameaçado            |
| Alcedinidae    | Todirhamphus sanctus     |                         |                  | Acidental   | Não ameaçado            |
| Sylviidae      | Acrocephalus rehsei      |                         | itsirir          | Endémico    | Vulnerável              |